# 4 Batalion Inżynieryjny

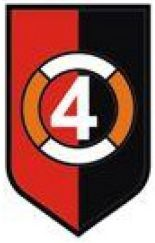
Oznaka rozpoznawcza na mundur wyjściowy

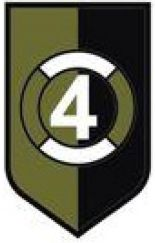
Oznaka rozpoznawcza na mundur polowy

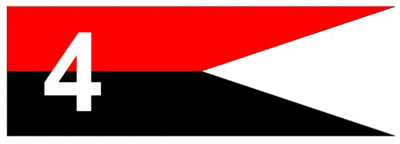
Proporczyk na beret

4 Głogowski Batalion Inżynieryjny (4 binż) – jednostka inżynieryjna stacjonująca w Głogowie, podległa 2 pułkowi inżynieryjnemu

## Historia
Batalion został sformowany na podstawie decyzji MON Nr PF-67/Org./SSG/ZOiU-P1 z dnia 19 sierpnia 2010 roku na bazie 4. Batalionu Ratownictwa Inżynieryjnego i 6. Ośrodka Przechowywania Sprzętu w Głogowie.
Batalion jest wyspecjalizowany w zadaniach inżynieryjnych.  Do głównych zadań jednostki należą
- zadania inżynieryjne polegające na urządzaniu przepraw mostowych przy użyciu mostów BLG;
- zadania rozpoznawcze polegające na prowadzeniu rozpoznania stanu technicznego dróg, obiektów komunikacyjnych, przepraw, zapór;
- zadania ratownicze polegające m.in. na ewakuacji ludności i mienia z użyciem transporterów PTS-M oraz łodzi desantowych.

Batalion bierze również udział w akcjach przeciwpowodziowych, ratowniczo-gaśniczych, usuwania skutków klęsk żywiołowych i katastrof.
Batalion ma wyznaczone zadania mobilizacyjne na czas „W”, które kierowane są przez Terenowy Aparat Mobilizacyjny. W swoim składzie batalion posiada dwa Patrole Rozminowania zabezpieczające część województw dolnośląskiego i lubuskiego.

## Tradycje
Decyzją Nr 479/MON Ministra Obrony Narodowej z dnia 14 grudnia 2011 roku ustalono, że batalion inżynieryjny:
- przejmuje i z honorem kultywuje dziedzictwo tradycji:
  - 8 Pułku Pontonowego (1966-1967);
  - 6 Warszawskiego Pułku Pontonowego (1967-1995);
  - 6 Głogowskiego Pułku Drogowo-Mostowego (1995-2001);
  - 6 Ośrodka Przechowywania Sprzętu (2001-2011);
  - 4 Głogowskiego Batalionu Ratownictwa Inżynieryjnego (2001-2011);
- przejmuje sztandar rozformowanego 4 Głogowskiego Batalionu Ratownictwa Inżynieryjnego;
- Ustanawia się doroczne Święto 4 batalionu inżynieryjnego w dniu 30 września[1].

Decyzją Nr 209/MON Ministra Obrony Narodowej z dnia 18 lipca 2012 batalion przyjął wyróżniającą nazwę "Głogowski".
Decyzją Nr 263/MON Ministra Obrony Narodowej z dnia 3 września 2012 wprowadzono odznakę pamiątkową, oznakę rozpoznawczą oraz proporczyk na beret.

## Struktura
- dowództwo i sztab 4 binż
- kompania dowodzenia
- kompania ratownictwa inżynieryjnego
- kompania drogowo-mostowa
- kompania inżynieryjna
- kompania logistyczna
- Patrol rozminowania Nr 22 (rejon odpowiedzialności, powiaty: żarski, żagański, zielonogórski, nowosolski, wschowski);
- Patrol rozminowania Nr 24 (rejon odpowiedzialności, powiaty: głogowski, polkowicki, górowski, wołowski, średzki, świdnicki, wałbrzyski, jaworski, legnicki, lubiński).

## Dowódcy
- ppłk Adam Kliszka (2011 – 29 grudnia 2016)
- mjr Robert Boguszewski cz. p.o. (29 grudnia 2016 – 16 maja 2017)
- ppłk Grzegorz Wincek (16 maja 2017 – 9 stycznia 2020)
- ppłk Krzysztof Jaroszek (9 stycznia 2020 – 10 stycznia 2022)
- ppłk Wojciech Meketiuk (10 stycznia 2022 – 29 grudnia 2024)
- mjr Bartłomiej Pędzik (cz.p.o. 30 grudnia 2024 – 15 stycznia 2025)[4]
- ppłk Wojciech Oleksy (od 16 stycznia 2025)

## Podporządkowanie
- Śląski Okręg Wojskowy (2011 – 31 sierpnia 2011)
- Inspektorat Wsparcia Sił Zbrojnych (31 sierpnia 2011 – 28 października 2013)
- 2 pułk inżynieryjny (28 października 2013 – obecnie)